# Otsego (Michigan)
Otsego é uma cidade localizada no estado americano de Michigan, no Condado de Allegan.

## Demografia
Segundo o censo americano de 2000, a sua população era de 3933 habitantes.
Em 2006, foi estimada uma população de 3901, um decréscimo de 32 (-0.8%).

## Geografia
De acordo com o United States Census Bureau tem uma área de
5,4 km², dos quais 5,2 km² cobertos por terra e 0,2 km² cobertos por água. Otsego localiza-se a aproximadamente 222 m acima do nível do mar.

## Localidades na vizinhança
O diagrama seguinte representa as localidades num raio de 20 km ao redor de Otsego.